# Інститут імені Марії Склодовської-Кюрі у Варшаві

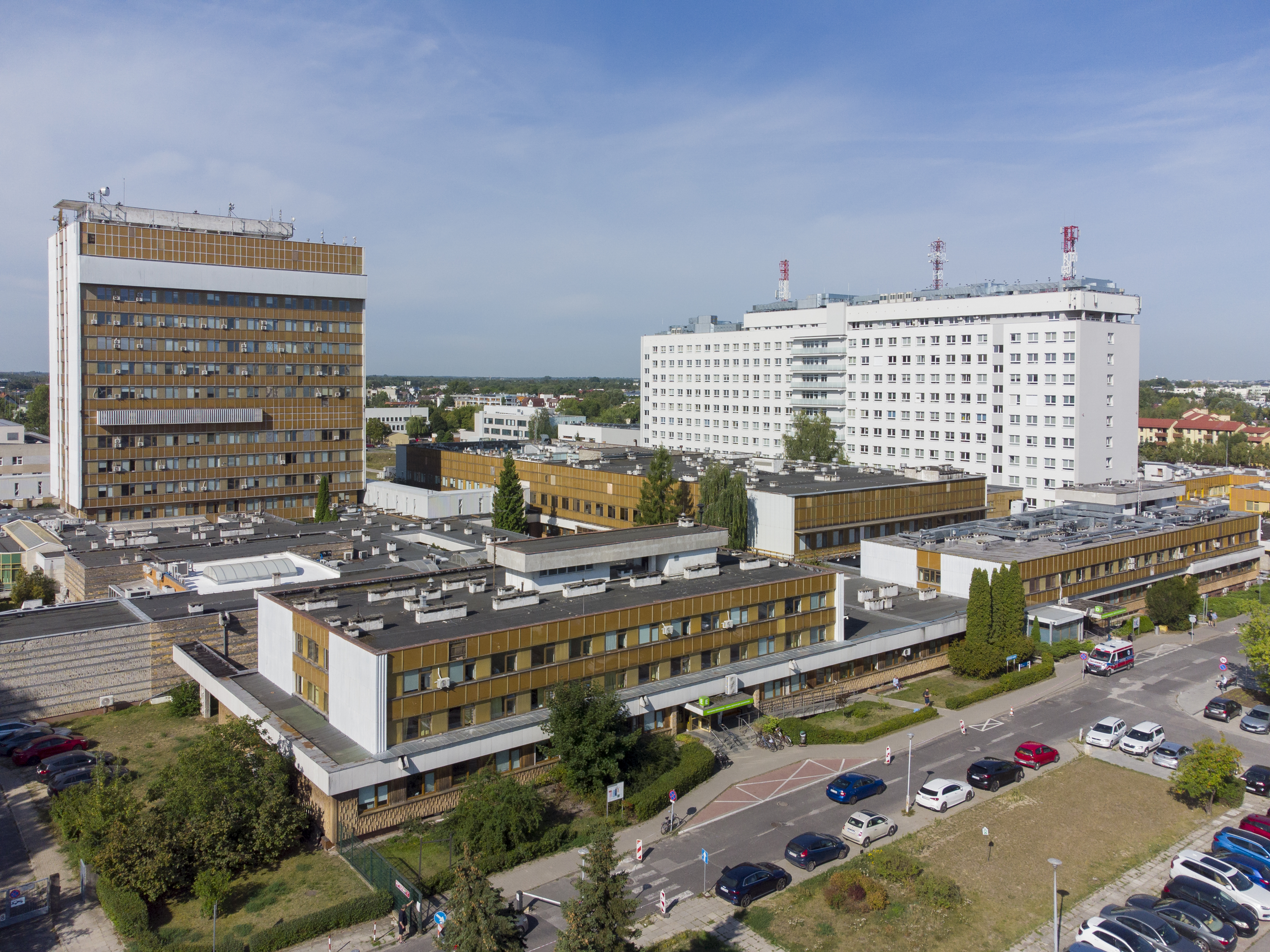
Будівлі центру онкології

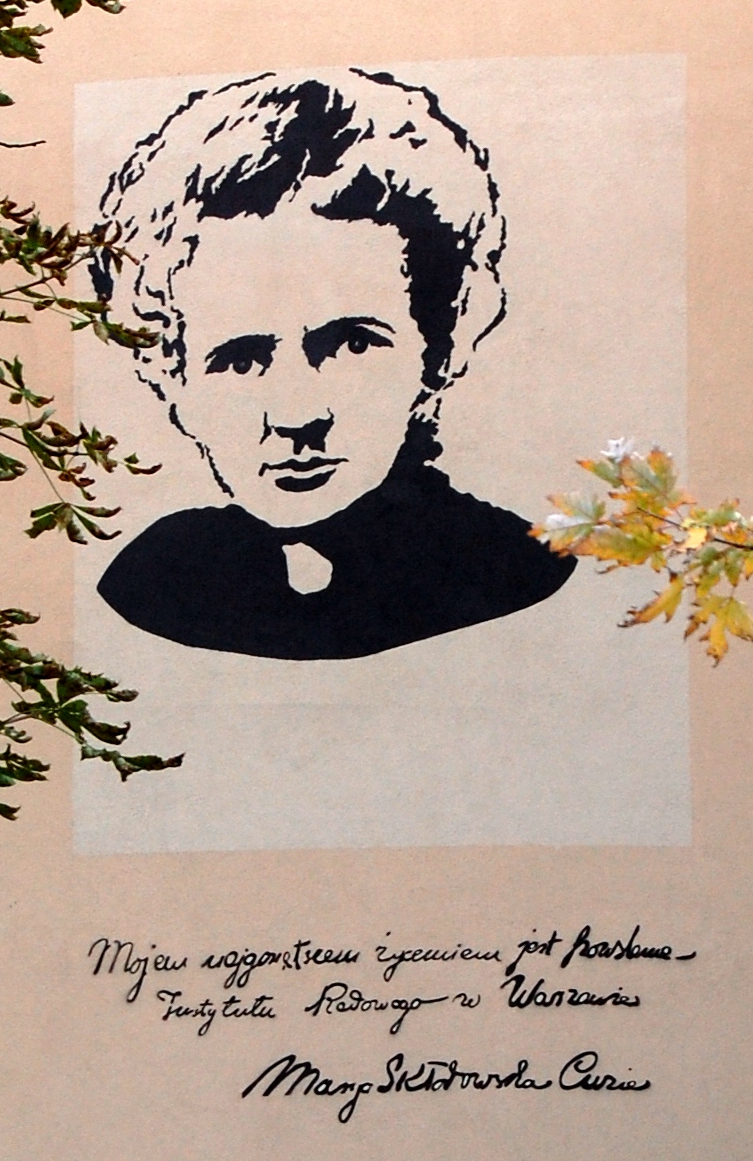
Марія Склодовська-Кюрі — стінопис на будинку по вулиці Вавельській

Центр онкології — інститут імені Марії Склодовської-Кюрі у Варшаві — центр онкології, заснований як «Інститут Радію» з ініціативи Марії Склодовської-Кюрі (за сприяння президента Ігнація Мосцицького) 29 травня 1932 року.

## Розташування
Головне приміщення інституту — у Варшаві на вулиці Рентгена, а клініка — на вулиці Вавельській.

## Історія
Інститут був заснований 29 травня 1932 році за ініціативою та на прохання Марії Склодовської-Кюрі як Інститут радію на вулиці Вавельській.
У 1951 році на підставі розпорядження Ради Міністрів об'єдано Інститут Радію, що у Варшаві, Інститут онкології, що у Кракові (існує з 1947 року), та Національний інститут боротьби з раком, що у Гливицях, у Інститут онкології ім. Склодовської-Кюрі, який розмістився у Варшаві. Було створено філії у Кракові та Гливиці.
Завдяки зусиллям батька польської онкології професора Тадеуша Козаровського у варшавському районі Урсинуві втілено великі інвестиції, завдяки яким в 1984 році сюди було перенесено головне приміщення інституту. У тому ж році Інституту онкології, було дано нову назву: Центр онкології — інститут імені Марії Склодовської-Кюрі.
Центр є провідною установою з онкології в Польщі.
На одній зі стін інституту є напис пол. «Marii Skłodowskiej Curie, w hołdzie» («На честь Марії-Склодовської Кюрі»).